# Роща (Вологодская область)
Роща — разъезд в Шекснинском районе Вологодской области.
Входит в состав сельского поселения Чуровского, с точки зрения административно-территориального деления — в Чуровский сельсовет.
Расстояние по автодороге до районного центра Шексны — 20 км, до центра муниципального образования Чуровского — 27 км. Ближайшие населённые пункты — Жайно, Герасимово, Потрекичево.
По переписи 2002 года население — 5 человек.